# Orléat
Orléat é uma comuna francesa na região administrativa de Auvérnia-Ródano-Alpes, no departamento Puy-de-Dôme. Estende-se por uma área de 26,59 km². Em 2010 a comuna tinha 2 217 habitantes (densidade: 83,4 hab./km²).